# Navarredonda de Gredos
Navarredonda de Gredos – gmina w Hiszpanii, w prowincji Ávila, w Kastylii i León, o powierzchni 78,81 km². W 2011 roku gmina liczyła 485 mieszkańców.